# Opius nivitibialis
Opius nivitibialis är en stekelart som beskrevs av Fischer 1979. Opius nivitibialis ingår i släktet Opius och familjen bracksteklar. Inga underarter finns listade i Catalogue of Life.